# Sierra Foothills AVA

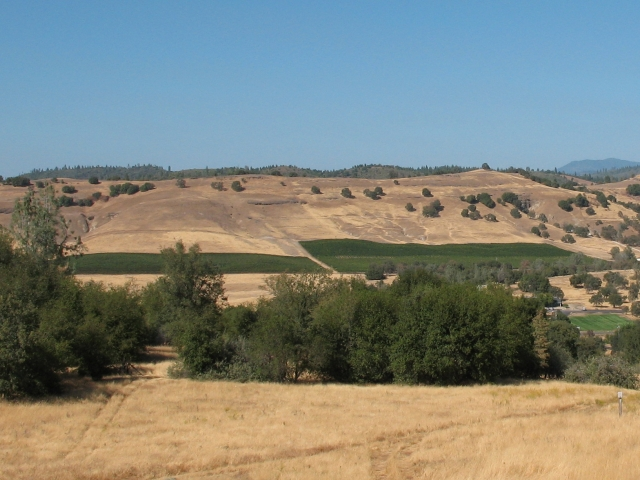
Sierra Foothills (2007)

Sierra Foothills AVA (anerkannt seit dem 18. November 1987) ist ein Weinbaugebiet im US-Bundesstaat Kalifornien. Das Gebiet liegt am Fuße der Sierra Nevada Mountains. Weinreben wurden zur Zeit des kalifornischen Goldrausch zu Anfang der 1850er Jahre angepflanzt. Das Gebiet verfügt über mehr als 100 meist familiengeführter Weinbaubetriebe.
Die Sierra Foothills AVA erstreckt sich über sechs Verwaltungsgebiete: Amador County, Calaveras County, El Dorado County, Mariposa County, Nevada County und Yuba County. Mit einem eingeschriebenen Gebiet von 10.521 km² gehört diese Herkunftsbezeichnung zu den größten American Viticultural Area Kaliforniens. Die Rebflächen liegen auf einer Höhe von 450 bis 900 m ü. NN.
Wichtigste Rebsorten sind der Zinfandel, Cabernet Sauvignon und Syrah.

## Klima
Da das Gebiet ca. 150 Kilometer von der Küste des Pazifiks entfernt liegt, ist es im Hochsommer oft sehr heiß. Die geringe Luftfeuchtigkeit und der Wind, der in der Nacht kühle Luft von der San Francisco Bay heranführt, machen den Aufenthalt jedoch erträglich und einen Weinbau in dieser Höhenlage möglich. Es herrscht ein mediterranes Klima vor mit mildem, meist feuchtem Winter und warmen trockenem Sommer.